# Ibis blanc americà
L'ibis blanc americà (Eudocimus albus) és una espècie d'ocell de la família dels tresquiornítids.
Es troba a la meitat sud de la costa est dels EUA (de Virgínia, les Carolinas i Geòrgia), al llarg dels estats de la costa del Golf (Florida, Alabama, Mississipí, Louisiana i Texas) i al sud a través de la majoria de les regions costaneres del Carib d'Amèrica Central. Aquesta espècie d'ibis en particular és un ocell limícole de mida mitjana, que posseeix un plomatge blanc general amb les puntes de les ales negres (normalment només visibles en vol) i que té el típic bec corbat cap avall dels ibis, tot i que d'un color vermell-taronja brillant, la mateixa tonalitat que les seves llargues potes. Els mascles són més grossos i tenen el bec més llarg que les femelles. La zona de reproducció s'estén al llarg del golf i la costa atlàntica, i les costes de Mèxic i Amèrica Central. Fora del període de reproducció, l'àrea de distribució s'estén més cap a l'interior d'Amèrica del Nord i també inclou el Carib. També es troba al nord-oest de la costa sud-americana a Colòmbia i Veneçuela. Les poblacions del centre de Veneçuela es superposen i es creuen amb l'ibis escarlata. Les dues autoritats han estat classificades per algunes autoritats com una sola espècie.